# 150 Nuwa
150 Nuwa је астероид главног астероидног појаса са пречником од приближно 151,13 km.
Афел астероида је на удаљености од 3,361 астрономских јединица (АЈ) од Сунца, а перихел на 2,599 АЈ.
Ексцентрицитет орбите износи 0,127, инклинација (нагиб) орбите у односу на раван еклиптике 2,192 степени, а орбитални период износи 1879,298 дана (5,145 година).
Апсолутна магнитуда астероида је 8,23 а геометријски албедо 0,039.
Астероид је откривен 18. октобра 1875. године.